# Parc éolien de Block Island
Le Parc éolien de Block Island est le premier parc éolien offshore des États-Unis.
Il est situé à 6 km de l'île de Block Island, au large de l'état du Rhode Island, au nord-est de Long Island.
Composé de 5 turbines développant 30 MW, la construction a commencé en 2015 et le parc a été mis en service en décembre 2016. Le parc a été conçu pour résister à une tempête de catégorie 3.